# شیائو جیا
شیائو جیا(چینی:小甲) زاده شده با نام زی گائو(چینی:子高)بر اساس سنن و روایات، شاهی بود از شاهان دودمان شانگ در چین.
سیما کیان، تاریخنگار و نویسنده هان، در کتاب شیجی، او را هفتمین پادشاه شانگ دانسته‌است که پس از برادرش تای گینگ (چینی:太庚) در سال دینگسی (چینی:丁巳) در تختگاه بو (چینی:亳) به شاهی نشسست و کین شی (چینی:卿士) وزیر اعظم او بود. او هفده سال فرمان راند؛ پس از مرگ به وی عنوان شیائو جیا گفته شد. پس از مرگ وی، برادرش، یونگ جی (چینی:雍己) به پادشاهی رسید.
کتیبه نگاری بر استخوان و لاک لاک پشتان، جیا گو ون که در یینگسو کشف شده، او را ششمین شاه از شاهان شانگ دانسته‌اند.